# Hadaka Matsuri

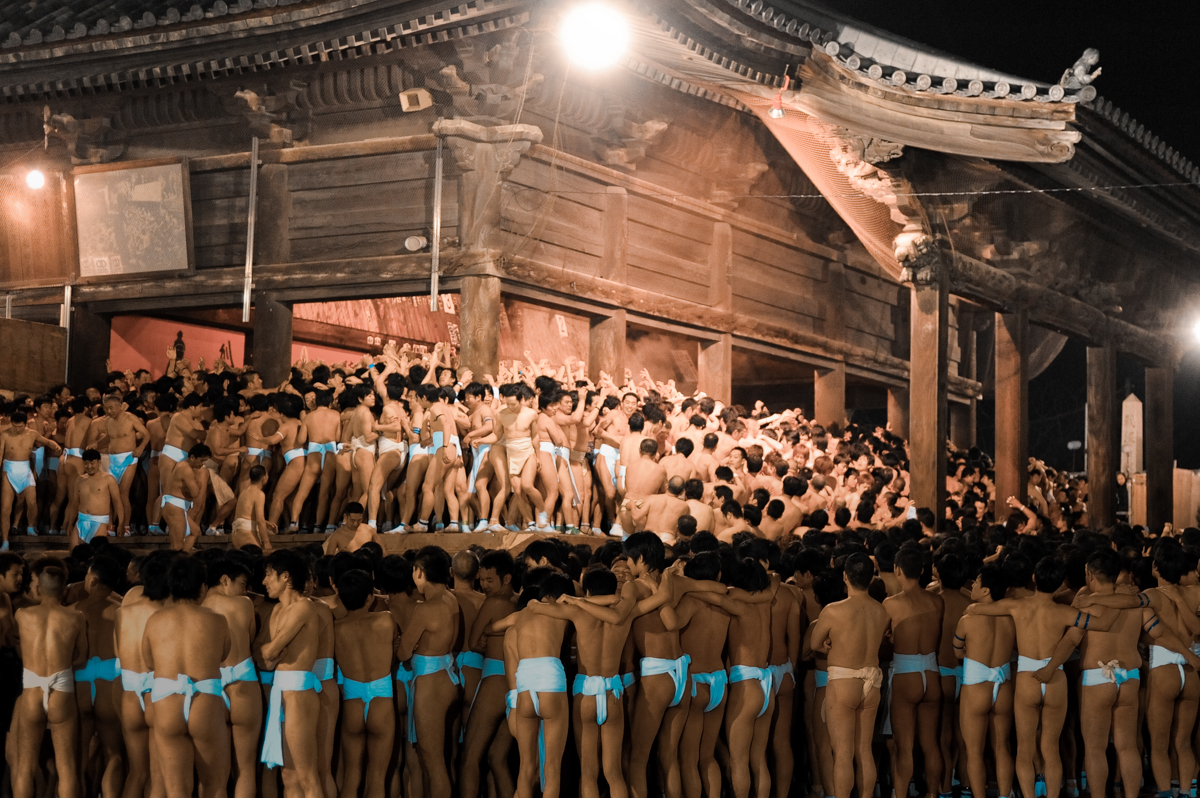
Hadaka Matsuri al temple de Saidai-ji, Okayama, prefectura d'Okayama, regió de Chūgoku, Japó.

Hadaka Matsuri (Festival de l'home nu) és un festival japonès en el qual els participants fan servir molt poca roba; en general només un Fundoshi (tapall japonès), uns pantalons curts o un Happi (jaqueta tradicional) i molt poques vegades completament nus. La vestimenta no ha d'excedir el límit de la vulgaritat, els participants han de portar roba interior i han d'anar sempre vestits dins dels santuaris. El Hadaka Matsuri se celebra anualment, des de fa 300 anys, a una dotzena de llocs a tot el Japó.

## Tipus i participació
Aquests matsuri (festivals) sovint tenen lloc dues vegades l'any, generalment a l'estiu, però de vegades també a l'hivern. És comú que el fang estigui involucrat en les festes. També hi ha un ritual de purificació per mitjà de l'aigua, seguit d'una lluita col·lectiva per un objecte sagrat (com un pal, joies, etc.) que simbolitza l'esdeveniment. Els participants solen ser homes adults, que tracten de donar una imatge viril; de vegades també participen nens, i en aquesta ocasió el festival pot ser un ritu d'iniciació o de transició per als joves participants. No obstant això, la majoria de Hadaka Matsuri limiten la seva participació en els homes.
Igual que altres festivals al Japó, el Hadaka Matsuri inclou un munt d'entreteniment per als espectadors: restauració, jocs, Taiko (tambors), etc. Molts turistes fan el viatge per assistir-hi. Durant el festival, un sacerdot sintoista beneeix als participants i a la multitud, i la sortida s'anuncia amb el so dels canons. Caminen fins a l'estany, cadascun amb un nadó als braços. Un cop a l'estany fan línies de fang a la cara del nen amb una palleta presa a l'entrada del temple, perquè tingui una vida sana i creixi sense problemes. Aquest acte s'ha de repetir tres vegades (el nombre tres és un bon auguri per als japonesos). Finalment, els participants s'uneixen al santuari sintoista, on veuen sake. Després de tot això, els homes es llancen al fang i li resen als déus per les collites futures i per al creixement saludable dels nens. Aquesta és una oportunitat perquè els participants lluitin amistosament entre ells, s'untin la cara en aquest fang sagrat i alguns s'atreveixin a fer-ho als sacerdots. Finalment, distribueixen fesols i arròs a la multitud.

## Controvèrsies
La naturalesa d'aquest festival (nuesa) no és un problema al Japó tot i que pot semblar xocant per al visitant estranger. De fet, la semi-nuesa és un símbol sa i sagrat. No obstant això, existeixen alguns aspectes polèmics. La seguretat, a causa de la presència de fang relliscós és una de les preocupacions. Alguns festivals han vist augmentar el nombre de yakuza (membres del crim organitzat) entre els participants, amb la qual cosa de vegades apareixen alguns actes de violència en un festival que pretén ser alegre.